# Ledsham, West Yorkshire
Ledsham är en ort och civil parish i Storbritannien.   Den ligger i distriktet Leeds i grevskapet West Yorkshire i riksdelen England, i den centrala delen av landet, 260 km norr om huvudstaden London. Ledsham ligger 50 meter över havet och antalet invånare är 162.
Terrängen runt Ledsham är platt. Runt Ledsham är det ganska tätbefolkat, med 185 invånare per kvadratkilometer. Närmaste större samhälle är Leeds, 16,1 km väster om Ledsham. Trakten runt Ledsham består till största delen av jordbruksmark.